# Mitricephala rhodoptera
Mitricephala rhodoptera är en insektsart som beskrevs av Miller, N.C.E. 1934. Mitricephala rhodoptera ingår i släktet Mitricephala och familjen Pyrgomorphidae. Inga underarter finns listade i Catalogue of Life.